# آر کیو ۷ شادو
آرکیو-۷ شادو (انگلیسی: AAI RQ-7 Shadow) نام یک پهپاد نظامی است که توسط نیروی زمینی ایالات متحده آمریکا، سپاه تفنگداران دریایی ایالات متحده، نیروی زمینی استرالیا و ارتش سوئد استفاده می‌شود. از این پهپاد برای انجام مأموریت‌های مختلف از جمله حفاظت از حیات وحش، مرزداری و مقابله با هواپیماها و پهپادهای جاسوسی استفاده می‌گردد. سوخت مصرفی این پهپاد اغلب از نیتروژن مایع می‌باشد. از این پهپاد در پایگاه هوایی آریزونا توسط سربازهای آموزشی، استفاده می‌شود. اولین پرواز این پهپاد در سال ۱۹۹۱ میلادی به ثبت رسیده است. این پهپاد با سوختی که دارد می‌تواند حدود ۳۱ مایل مربع را با سرعت ۵۰ کیلومتر در ساعت طی کند.